# オマル・アル＝アリ
オマル・モハメド・アル＝アリ（Omar Mohamed al-Ali、1988年2月16日 - ）はアラブ首長国連邦 (UAE) のサッカー審判員。2015年から国際サッカー連盟 (FIFA) に国際審判員として登録されている。

## 来歴
UAEプロリーグのでビューは2014年5月12日のアル・ダフラFC対アル・アハリ・ドバイの試合で、2014/15シーズンからUAEプロリーグを定期的に担当している。 国際舞台でのデビューは、2015年1月19日のスウェーデン対フィンランドの国際親善試合で、その後も代表チーム同士の国際親善試合を担当している。また、2018年3月27日に行われたAFCアジアカップ2019・3次予選の北朝鮮対香港の試合を担当したほか、AFC U-16選手権2018では、準決勝の日本対オーストラリア戦を含めて3試合を担当した。
クラブレベルの大会では、2018年2月からAFCカップの試合も担当。AFCチャンピオンズリーグ2021でもグループリーグのチェンライ・ユナイテッドFC対タンピネス・ローバースFCの試合を担当した。翌年はAFCチャンピオンズリーグの試合に加えてAFC女子アジアカップ2022でビデオ・アシスタント・レフェリー (VAR) を担当。 さらにAFC U23アジアカップ2022、2022 FIFA U-17女子ワールドカップ（VARとして）、2022 AFF三菱電機カップでも審判を担当した。翌年の2023 FIFA U-17ワールドカップでは副審2名と審判チームを組み3試合を担当、自身単独でも第4審として3試合を担当した。AFCアジアカップ2023ではUAEからの副審2名と共にチームを組んだ。
他国からの招聘で審判を務めることもあり、2015年8月にはスロバキア2.リーガで審判を務め、2018年にはサウジ・プロフェッショナルリーグで、 2019年1月にはエジプト・プレミアリーグでそれぞれ主審を務めた。エジプト・スーパーカップでもVARを担当している。